# Lippó
Lippó es un pueblo ubicado en el distrito de Mohács, en el condado de Baranya, Hungría.

## Superficie
Posee una superficie de 14,53 kilómetros cuadrados.

## Demografía
Hasta 2019 la población era de 464 habitantes, con una densidad de población de 31,93 habitantes por kilómetro cuadrado.